# Романс
Вижте пояснителната страница за други значения на Романс.
Романс или още романтична любов е общ термин, който се отнася до опита да изразиш любовта с думи и дела.  Също така се отнася до чувството на вълнение, асоциирано с любовта. Исторически терминът „романс“ (от латински на английски romance) не непременно е включвал любовни отношения, но по-скоро е виждан като артистичен (художествен) израз на нечии най-дълбоки желания, понякога любов.
В контекста на романтична любов и връзка, това означава изразът на нечии дълбоки емоционални чувства към някой друг. Романтичната любов и романсът в този смисъл са привързване, възхищение, ентусиазъм.

## Литературен термин
Етимология според речника на литературните термини (на испански: romance): Названието идва от Испания, където през средновековието романс се нарича песен с героично съдържание. По-късно съдържанието на думата се пренася и в други европейски страни, но вече променено, с по-общ характер, като се утвърждава с осъвремененото си значение.
1. Малка песен, предназначена за солово изпълнение с инструментален съпровод, която изразява преобладаващо любовни чувства. В България романси създава Кирил Христов.
2. Малко лирическо стихотворение с любовно или романтично съдържание. За повечето стихотворения от този вид има създадена мелодия и се пеят с музикален съпровод. Автори на романси са Пушкин, Лермонтов, П. П. Славейков и др. Като романси са познати стихотворения на български поети от началото на XX век: „Докле е младост“, „На гроба ми поникнат щат цветя“ от П. П. Славейков; „Заточеници“, „Желание“ от Яворов; „Спи градът“ от Дебелянов; „Горчиво кафе“ от Смирненски и т.н.